# Bathyraja griseocauda
Bathyraja griseocauda es una especie de pez cartilaginoso de la familia de los Arhynchobatidae  en el orden de los Rajiformes.

## Morfología
Raya de gran tamaño que posee una coloración dorsal grisácea oscura con manchas grises amarronadas de forma irregular, mientras que la zona ventral es siempre blanquecina a excepción de las puntas de las aletas y la cola que es siempre gris; piel áspera con un disco rómbico más ancho que largo que en gran parte carece de espinas; hocico blando y corto; posee espinas en la línea media de la cola; 2 aletas dorsales pequeñas cerca de la parte posterior de la cola.

## Reproducción
La Raya Gris alcanza un tamaño máximo de 157 cm, de longitud total (LT) (Last et al. 2016), las hembras llegan a madurar a los 108,2 cm de LT y los machos a 94,5 cm de LT (Arkhipkin et al, 2008). Igual que en otras rayas la reproducción es ovípara; el tamaño al momento de nacer es de 20 cm LT (Arkhipkin et al, 2008). la edad de madurez en hembras es a los 17,8 años y la edad máxima es  a los 28 años, por tanto, se estima un tiempo generacional de 23 años.

## Hábitat

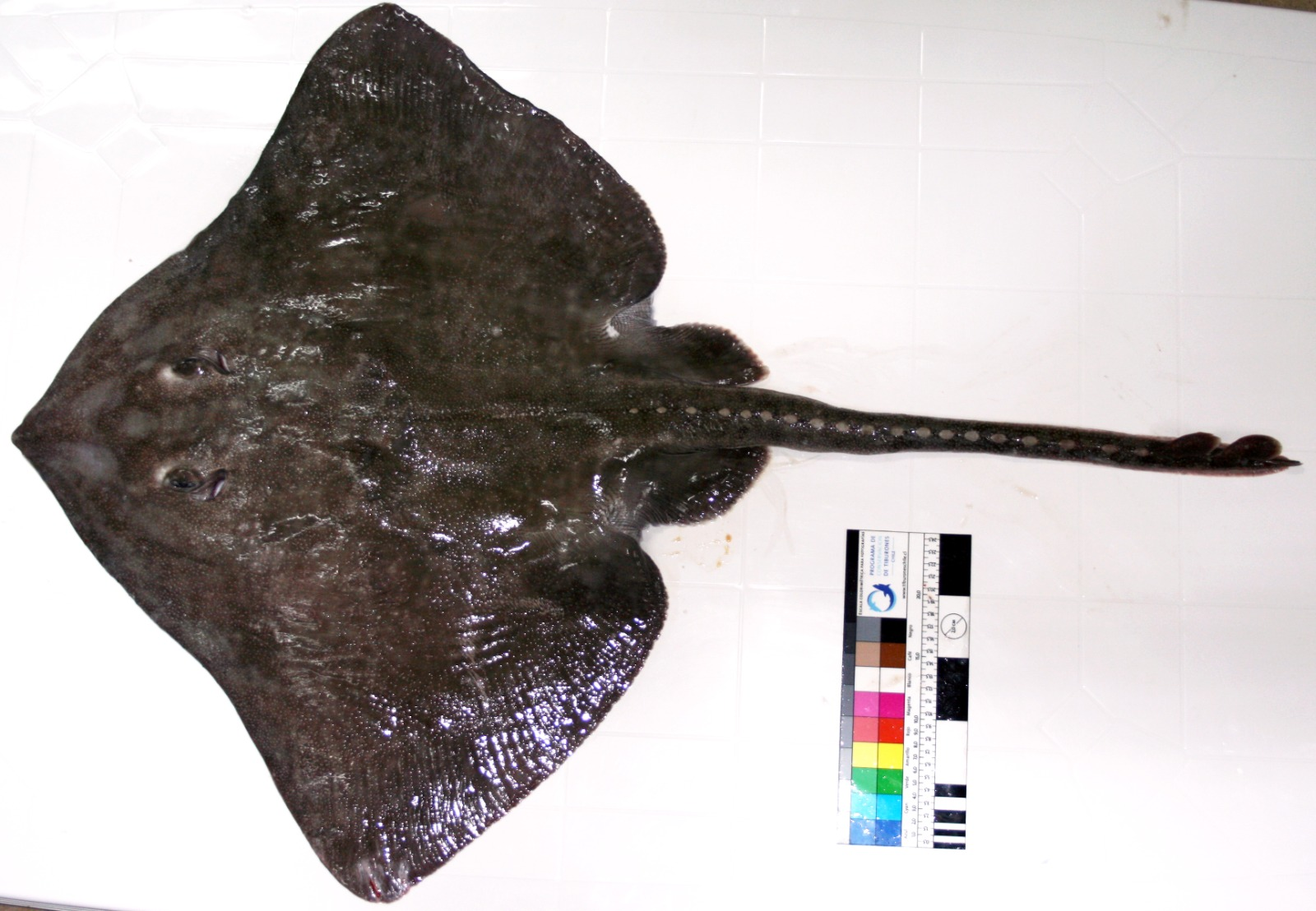
Bathyraja griseocauda

La Raya Gris es un pez cartilaginoso demersal que habita entre los 30 a 1.010 m.

## Alimentación
La dieta de la Raya Gris se basa en crustáceos bentónicos, calamares y peces pequeños; los adultos se alimentan principalmente de peces.

## Distribución geográfica
La Raya Gris se puede encontrar en los océanos Pacífico sureste y Atlántico suroeste desde Coquimbo, Chile hacia el sur y alrededor del Cabo de Hornos hacia Uruguay, incluidas las Islas Malvinas (Falkland Is.). 

## Observaciones
La Raya gris es una especie de Raya inofensiva para los seres humanos en general. 